# Laephotis matroka
Laephotis matroka és una espècie de ratpenat dels vespertiliònids que viu a Madagascar.
Està amenaçada d'extinció per la pèrdua del seu hàbitat natural.